# 列那狐傳說

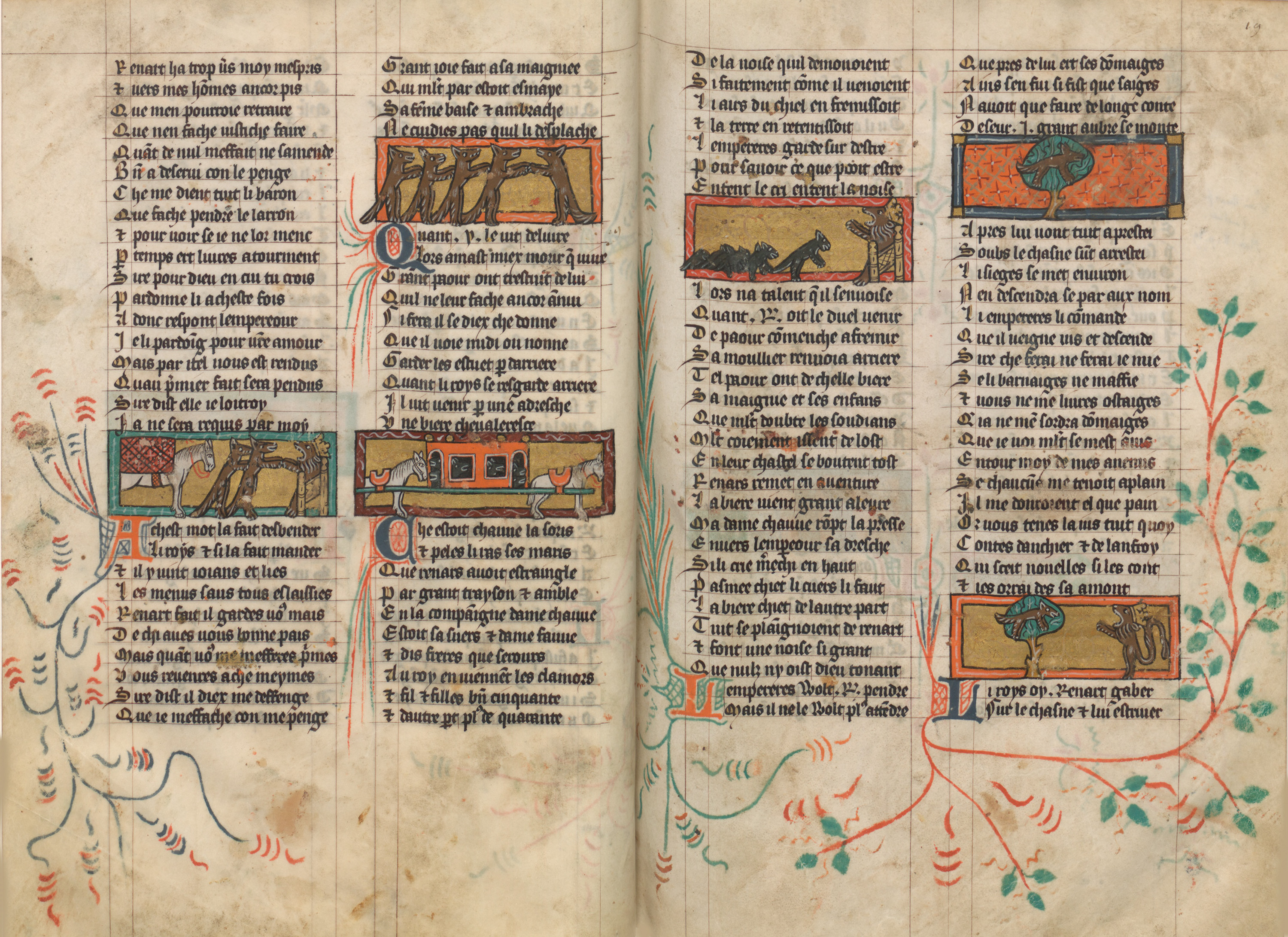
《列那狐傳說》，法國國家圖書館，巴黎，18v-19r頁

《列那狐傳說》（法語：Roman de Renart）是中世纪用古法语和诗句写成的动物故事集。这些不同的故事由不同的作者撰写，自中世纪以来就被称为「分支」（法語：branche）。它们主要由具有扁平押韵 （法語：rime plate，即AABB形）的八音节组成。最古老的分支（约1174年）被認爲由Pierre de Saint-Cloud所作 。从13 世纪开始，分支被汇集成集，带来了一定的统一性。儘管《列那狐傳說》的作者大多是匿名的，仍有些作者被确认爲  Pierre de Saint-Cloud，Richard de Lison，以及Cross-en-Brie的牧师 。   
本傳說散佈的結果造成了法語用以表示「狐狸」的「goupil」一詞（来自拉丁语vulpes），漸漸被取代成「renard」（來自主角Renart的名字，源於日耳曼語族的Raginhard）。 

## 分支
現今，主要以Ernest Martin的分類法作为参考  ： 
- 分支I：Renart的判斷。 Maupertuis之圍（1a）。染匠Renart（1b）。變戲法者Renart。
- 分支II：公雞Chantecler。山雀。 貓Tibert。 烏鴉Tiecelin。 Renart和Hersent。
- 分支III：車伕的魚。Ysengrin被迫爲僧。捕撈鰻魚。
- 分支IV：Ysengrin落井。
- 分支V：Ysengrin的火腿。蟋蟀。Renart的誓言（Va）。
- 分支VI：Renart和Ysengrin的爭鬥。
- 分支VII：Renart的懺悔。
- 分支VIII：Renart的朝聖。
- 分支IX：狗Roënel和鹿Brichemer。農夫Lietart。
- 分支X：醫生Renart。
- 分支XI：皇帝Renart。
- 分支XII：Tibert的晚禱。
- 分支XIII：被染黑的Renart。
- 分支XIV：農夫的儲藏室。狼Primaut。
- 分支XV：香腸。兩位牧師。
- 分支XVI：農夫Bertaut。獅子的分享。
- 分支XVII：Renart之死。
- 分支XVIII：牧師Martin。
- 分支XIX：母馬Raisant。
- 分支XX：Ysengrin和兩隻公羊。
- 分支XXI：熊Patous。
- 分支XXII：播種。
- 分支XXIII：魔術師Renart。王Noble的婚姻。
- 分支XXIV：Ysengrin和Renart的誕生。
- 分支XXV：蒼鷺Pinçart。船夫。
- 分支XXVI：香腸和跳格子。
- 分支XXVII：Renart和Ysengrin。

## 衍申作品

### 影視
- 《狐狸列那》：1989年中國上海美術電影製片廠和聯邦德國曼弗雷德·杜尼約克電影電視製片公司聯合製作的動畫作品。

### 文學作品
- 《列那狐》（Reineke Fuchs）：1794年，约翰·沃尔夫冈·冯·歌德的動物敘事詩。